# Promachus enucleatus
Promachus enucleatus är en tvåvingeart som beskrevs av Karsch 1888. Promachus enucleatus ingår i släktet Promachus och familjen rovflugor.
Artens utbredningsområde är Tanzania. Inga underarter finns listade i Catalogue of Life.